# Michael P. Moran
Michael Patrick Moran (Yuba City, 8 febbraio 1944 – New York, 4 febbraio 2004) è stato un attore e drammaturgo statunitense.

## Filmografia parziale

### Cinema
- Squeeze Play!, regia di Michael Herz e Lloyd Kaufman (1979)
- Knightriders - I cavalieri (Knightriders), regia di George A. Romero (1981)
- Come ti ammazzo un killer (The Survivors), regia di Michael Ritchie (1983)
- Scarface, regia di Brian De Palma (1983)
- Una donna, una storia vera (Marie), regia di Roger Donaldson (1985)
- 9 settimane e ½ (9½ Weeks), regia di Adrian Lyne (1986)
- Conta su di me (Lean on Me), regia di John G. Avildsen (1989)
- Fletch - Cronista d'assalto (Fletch Lives), regia di Michael Ritchie (1989)
- Ghostbusters II - Acchiappafantasmi II (Ghostbusters II), regia di Ivan Reitman (1989)
- Stato di grazia (State of Grace), regia di Phil Joanou (1990)
- Carlito's Way, regia di Brian De Palma (1993)
- Benvenuti a Radioland (Radioland Murders), regia di Mel Smith (1994)
- Confessione finale (Mother Night), regia di Keith Gordon (1996)
- Sleepers, regia di Barry Levinson (1996)
- Delitto perfetto (A Perfect Murder), regia di Andrew Davis (1998)
- Biglietti... d'amore (Just the Ticket), regia di Richard Wenk (1999)
- Colpevole d'omicidio (City by the Sea), regia di Michael Caton-Jones (2002)

### Televisione
- Law & Order - I due volti della giustizia (Law & Order) - serie TV (1991-2002)
- Matlock - serie TV (1994)
- Cosby indaga (The Cosby Mysteries) - serie TV (1995)
- Law & Order: Criminal Intent - serie TV  (2001)
- NYPD - New York Police Department (NYPD Blue) - serie TV (2002)

## Doppiatori italiani
Nelle versioni in italiano delle opere in cui ha recitato, Michael P. Moran è stato doppiato da:
- Renato Mori in Scarface
- Giampiero Albertini in Ghostbusters II
- Roberto Stocchi in Law & Order - I due volti della giustizia (ep. 1x16)
- Gil Baroni in Law & Order - I due volti della giustizia (ep. 7x23)
- Giorgio Locuratolo in Delitto perfetto
- Claudio Parachinetto in Law & Order: Criminal Intent